# امان‌الله تاجیک
امان‌اله تاجیک (۲۷ خرداد ۱۳۱۶ در تهران - ۱۵ مهر ۱۳۶۶ در تهران) خواننده، نوازنده، نقاش ایرانی بود.
تاجیک در ۲۷ خرداد ۱۳۱۶ در تهران متولد شد، پدرش حیدر خان نیز از صدای خوشی برخوردار بود، او از همان دوران کودکی در کنار تحصیل به کار هنری علاقه‌مند بود، در سن ۱۶ سالگی نواختن ساز عود را نزد پرویز فرصت آموخت، و در نوازندگی و خوانندگی فعالیت داشت، او در آن زمان با دوستان خود گروه ارکستری را به شرح زیر ترتیب داده بودند (کاظم رزازان: نوازنده ویلن، اسکندر بیرجندی:سنتور، هوشنگ کربلایی حسن :عود ۲، مهدی نجف‌دری :ویلن ۲، صفدر علایی :تمپو، جمشید وحادی :فلوت و اکبر صدیف :نوازنده قانون).
وی پس از پایان تحصیلات متوسطه، برای بالا بردن دانش موسیقی خود در سال ۱۳۳۳ به کلاس آزاد هنرستان موسیقی ملی رفت، که در آن زمان ریاست آن با علی رهبری بود، و مدت چهار سال و نیم در این هنرستان در کلاس عود زیر نظر نصرالله زرین‌پنجه مشغول فراگیری تکمیلی این ساز شد و ضمن فراگیری کامل ساز عود، نواختن پیانو را هم در این هنرستان آموخت، و موفق به دریافت دوره چهارساله لیسانس رشته کارشناسی موسیقی ملی گردید، او تنها خواننده موسیقی مردمی بود که فارغ‌التحصیل از هنرستان موسیقی شد.
تاجیک بعدها در اداره تعاونی روستایی تهران مشغول به کار گردید، که از طرف آن سازمان به اهواز مأموریت پیدا کرد و چند سالی در آبادان و اهواز زندگی کرد
در اهواز نخستین آهنگ خود را به نام «رود کارون» را اجرا کرد، شعر آن را جمشید احمدی فر (سرپرست رادیو وقت اهواز) سرود، با آهنگسازی و نوازندگی عود توسط خودش، و ارکستری شامل: امیر پازوکی:ویلن، جمشید وحادی:فلوت، مهدی جهان بیگلو:سنتور و سیروس بانکی:تمپو اجرا کرد، که با استقبال فراوان همراه بود، و تاجیک به شهرت رسید.
در دومین روز عید سال ۱۳۴۴ در برنامه شما و رادیو ترانه «رود کارون» و «رقص پروانه» را با نوازندگی پرویز یاحقی، اکبر صدیف، جمشید وحادی و بیژن شیرازی اجرا نمود که مورد توجه قرار گرفت.
پس از مدتی به تهران بازگشت، و فعالیت‌های خوانندگی خود را گسترش داد، همچنین او در تهران نزد استاد صادقپور هنر نقاشی را نیز فراگرفت، که از او در این رشته نیز آثار قابل توجه و دیدنی بر جای مانده‌است.
از آهنگ‌های معروف وی می‌توان به نخلستان و رود کارون و غم بی پایان اشاره کرد.
از دوستان هنرمندی که با او در خلق آثارش همکاری داشتند می‌توان به مجتبی میرزاده، علی‌اکبر صدیف، کاظم رزازان، جمشید وحادی، پرویزفرصت، مصطفی مرادبختی و احمد هدایتی را نام برد.

## زندگی شخصی
تاجیک در زندگی خود ۲ بار ازدواج کرد، و حاصل این ازدواج‌ها سه فرزند به نام‌های خاطره، نجمه و عباس است.

## مرگ
تاجیک در سال ۱۳۶۶ در شمال ایران در کسوت سکوت و به دور از دنیای هنر درگذشت، و در گورستان بهشت زهرا تهران در قطعه ۹۶ ردیف ۳۰۵ شماره ۱۴ به خاک سپرده شد.